# Lima (New York)
Lima è una città della contea di Livingston nello Stato di New York, negli Stati Uniti. La popolazione era di 4 154 abitanti al censimento del 2020. La città è situata nella zona nord-est della contea e confina con Rochester a sud. L'omonimo villaggio è situato all'interno della città.

## Geografia fisica
Secondo l'Ufficio del censimento degli Stati Uniti, ha una superficie totale di 1,35 mi² (3,50 km²).

## Storia
La città di Lima è stata organizzata nel 1789 (prima ancora che venisse istituita la contea di Livingston) con il nome di "Charleston", ma cambiò nome in "Lima" nel 1808, poiché molti dei suoi abitanti provenivano da Old Lyme, nel Connecticut ed anche per evitare confusione con l'omonima città nella contea di Montgomery.
Il Genesee Wesleyan Seminary (1830)/Genesee College (1849), situato nel villaggio di Lima, è stata una delle prime scuole di coeducazione del Paese, quando fu aperta nel 1822. Più tardi, nel 1870, venne convertita in una chiesa episcopale metodista ed infine chiusa definitivamente quando aprì l'Università di Syracuse (1871), nonostante le proteste degli abitanti di Lima.
La popolazione di Lima era di 1 890 abitanti nel 1920.

## Società

### Evoluzione demografica
Secondo il censimento del 2020, la popolazione era di 4 154 abitanti.